# Christiane Kohl (Schriftstellerin)
Christiane Kohl (* 26. Mai 1954 in Frankenberg (Eder)) ist eine deutsche Journalistin und Schriftstellerin.

## Ausbildung und beruflicher Werdegang
Nach dem Abitur an der Edertalschule in Frankenberg studierte Christiane Kohl Germanistik, Politik und Geschichte in Gießen. Ihre journalistische Karriere begann sie beim Gießener Anzeiger in Gießen, später wechselte sie als politische Korrespondentin des Kölner Express in die damalige Bundeshauptstadt Bonn. Nach einem Intermezzo als Pressesprecherin im hessischen Umweltministerium (1986–1988) ging Christiane Kohl 1988 zum Nachrichtenmagazin Der Spiegel, wo sie 1996 als erste Frau in der Geschichte des Nachrichtenmagazins zur stellvertretenden Leiterin eines Ressorts (Deutschland II) aufstieg. Nach Stationen als Spiegel-Reporterin und Italien-Korrespondentin des Spiegels in Rom wechselte Kohl 1999 zur Süddeutschen Zeitung, wo sie zunächst als Italien-Korrespondentin und 2005 bis 2013 als Reporterin für die ostdeutschen Bundesländer Thüringen, Sachsen und Sachsen-Anhalt zuständig war. Zwischen 1997 und 2005 veröffentlichte Kohl sechs Bücher, von denen zwei verfilmt wurden: Der Jude und das Mädchen 2001 von Joseph Vilsmaier unter dem Titel Leo und Claire und 2014 Das Zeugenhaus von Matti Geschonneck.
Seit ihrem Ausscheiden bei der Süddeutschen Zeitung Ende 2013 ist Christiane Kohl neben ihrer schriftstellerischen Tätigkeit als Hotelierin und Geschäftsführerin im Landhaus Bärenmühle in Frankenau-Ellershausen aktiv, ihrem Elternhaus, das sie gemeinsam mit ihrer Schwester Bettina zu einem Landhotel umbaute. Seit 2012 veranstaltet sie gemeinsam mit zwei anderen Hotels auch das Literatur-Festival „Literarischer Frühling in der Heimat der Brüder Grimm“.
Sie ist mit dem Journalisten Klaus Brill verheiratet.

## Engagement in Sant’Anna di Stazzema
Christiane Kohl ist Ehrenbürgerin des italienischen Ortes Sant’Anna di Stazzema (Ortsteil von Stazzema). Die Auszeichnung wurde ihr 2002 als Dank für ihre zeitgeschichtlichen Recherchen verliehen, die auch im Zusammenhang mit der Entdeckung des sogenannten „Schranks der Schande“ in Rom standen.
Die Autorin hatte seit 1999 mit ihren Recherchen und Artikeln entscheidend zur Aufklärung eines Kriegsverbrechens in Sant’Anna di Stazzema beigetragen, das Angehörige der Waffen-SS am 12. August 1944 in diesem Bergdorf in den apuanischen Alpen bei Lucca anrichteten.  Dabei wurden mehr als 500 Bewohner des Ortes getötet, erst mehr als 60 Jahre später gab es den ersten Prozess gegen die vermutlichen Täter.
Mit ihren Recherchen über deutsche Kriegsverbrechen in Italien hat Christiane Kohl Anstöße für mehr als ein halbes Dutzend Ermittlungsverfahren in Deutschland und Italien gegeben.

## Veröffentlichungen (Auswahl)

### Artikel
- Das Land der Tausend Vulkane. Report über die „Giftküche DDR“ und die Umweltkatastrophe in der Stadt Bitterfeld. Spiegel Nr. 2, 8. Januar 1990.
- Geldmaschine Greenpeace. Report über Geldbeschaffung, PR-Tricks und eine gewisse Ideenlosigkeit der erfolgreichsten deutschen Öko-Organisation. Spiegel Nr. 38, 16. September 1991.
- Milliardengrab Aufschwung Ost. Report über die Geldverschwendung in den neuen Bundesländern, Spiegel Nr. 7, 13. Februar 1995.
- Der Himmel war strahlend blau. Rekonstruktion eines Kriegsverbrechens. Süddeutsche Zeitung Magazin, 29. Oktober 1999.

### Bücher
- Der Jude und das Mädchen. Hoffmann & Campe, Hamburg 1997, ISBN 978-3-442-12968-3.
- Kuhmist, Klingelbeutel und Kalaschnikow. Reportagen aus deutschen Provinzen. Picus, Wien 1999, ISBN 978-3-85452-723-7.
- Villa Paradiso. Als der Krieg in die Toskana kam. Goldmann, München 2002, ISBN 978-3-442-15277-3.
- Der Himmel war strahlend blau. Vom Wüten der Wehrmacht in Italien. Reportagenband. Picus, Wien 2004, ISBN 978-3-85452-484-7.
- Das Zeugenhaus – Nürnberg 1945: Als Täter und Opfer unter einem Dach zusammentrafen. Goldmann, München 2005, ISBN 978-3-442-15417-3.
- Bilder eines Vaters. Goldmann, München 2008, ISBN 978-3-442-31162-0.